# Palamède de Forbin

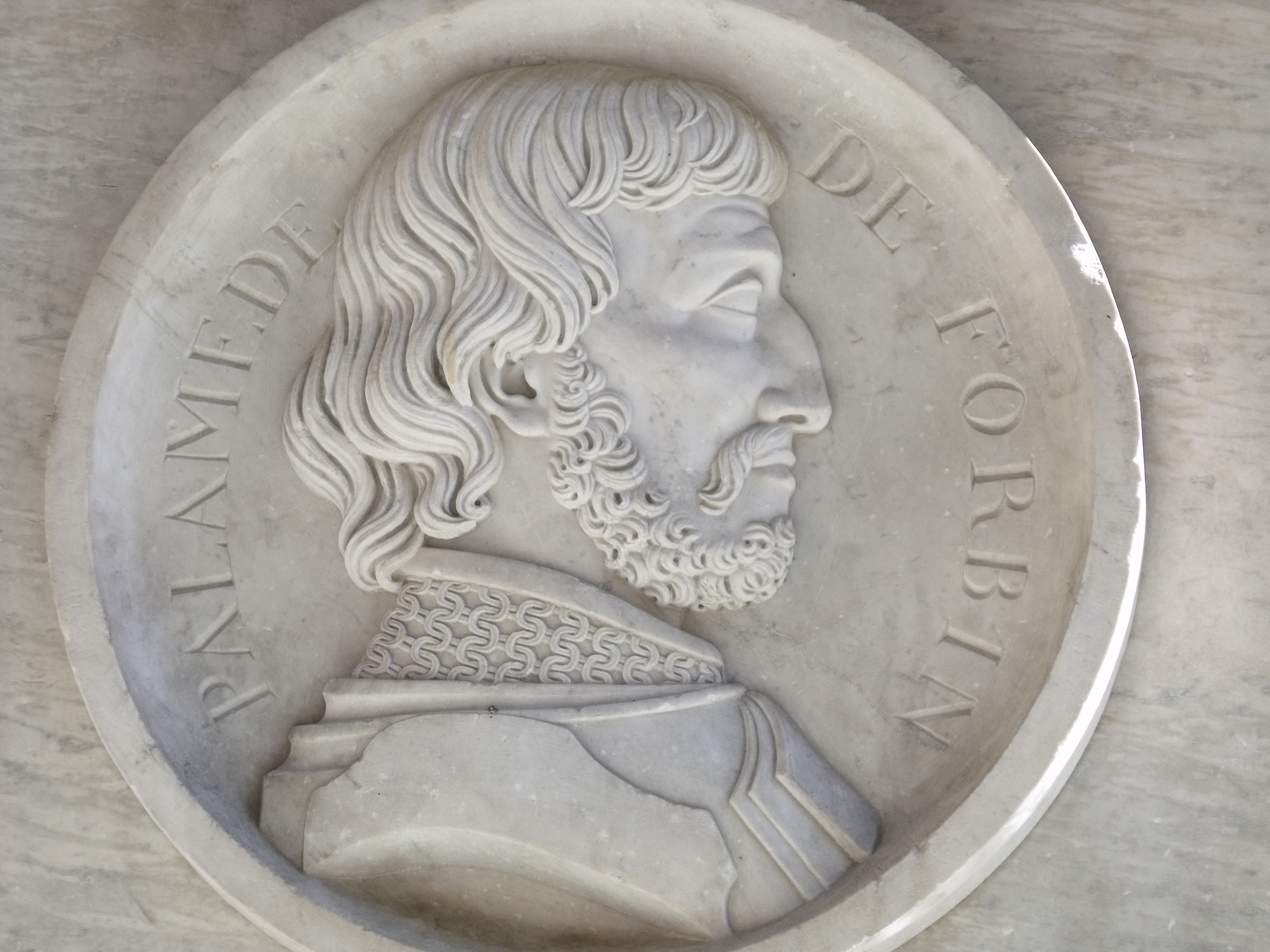
Medaillon Palamède de Forbins, Fontaine du Roi René, Cours Mirabeau, Aix-en-Provence, 1822

Palamède de Forbin dit le Grand (* 1433 in Marseille; † 12. Februar 1508 in Aix-en-Provence) war ein französischer Adliger. Er wurde Großseneschall, Gouverneur und Lieutenant général der Provence sowie Gouverneur der Dauphiné. Er war Vicomte de Martigues, Seigneur de Solliès, du Luc, de Peyruis, de Porquerolles, de Puimichel und de Pierrefeu, sowie Baron des Croilas im Aragón.

## Leben
Palamède de Forbin war der Sohn des Reeders Jean de Forbin (* 1387), der außerdem mehrfach Konsul der Stadt Marseille war.

### Karriere im Dienst des Hauses Anjou
Um 1450 studierte Palamède de Forbin in Turin Kanonisches Recht und Zivilrecht und erhielt den Titel eines Doktors. Er kehrte 1454 nach Marseille zurück und wurde Rechtsberater seiner Brüder Jacques, Pierre und Jean, die das Geschäft ihres Vaters übernommen hatten. Am 28. Januar 1455 heiratete er in Aubagne Jeanne Castillon de Beynes, Tochter von Charles Castillon de Beynes, Baron von Aubagne, Berater von René von Anjou, und Madeleine de Quiqueran. René von Anjou machte ihn zum Berater im Dienst seines Sohnes und Erben Johann von Kalabrien, Gouverneur von Genua (2. August 1458).
Im Jahr 1459 wurde Forbin nach Venedig geschickt, um die Opposition der Serenissima gegen den Herzog von Mailand zu schüren, der sich der Rückeroberung Neapels durch die Anjou widersetzen konnte. Die Mission scheiterte, da Venedig erklärte, eine strikte Neutralität wahren zu wollen. Im folgenden Jahr begann die von Johann von Kalabrien angeordnete Expedition gegen Ferdinand von Neapel, in der der Verrat des Generals Jacopo Piccinino nach der Niederlage von Troia (18. August 1462) alle Hoffnungen beendete. Forbin wurde im Hauptquartier von L’Aquila gefangen genommen und bis 1466 als Geisel gehalten.
Nach seiner Rückkehr wurde er zum Vicarius des Herzogs von Kalabrien ernannt, am 18. Mai 1466 zum Second Président de la Cour des Maîtres rationaux. Am 1. Januar 1467 wurde er Visiteur des Gabelles à sel du Rhône mit einem Gehalt von 400 Livre jährlich. Im gleichen Jahr baten die aufständischen Katalanen René d’Anjou um Hilfe gegen ihren Herrscher Johann II. von Aragón. Palamède de Forbin begleitete die Armee von 8.000 Männern, die von Johann von Kalabrien kommandiert wurde, bis Barcelona und erhielt die Baronie des Croilas im Königreich Aragón.
1468 wurde er geadelt und kaufte die Herrschaft Solliès für 13.000 Florin von Pierre de Beauvau. Am 9. März 1469 kam er nach Aix-en-Provence, um den Eid als Grand Président mit 600 Florin Gehalt jährlich zu leisten. Am 16. Dezember 1470 starb Johann von Kalabrien in Barcelona. 1474 kaufte de Forbin die Herrschaft über die Insel Porquerolles für 7000 Florin. 1476 ernannte ihn Ludwig XI. von Frankreich zum Berater und Kammerherrn mit einem jährlichen Gehalt von 6.000 Livre, vermutlich im Anschluss an die in Lyon abgehaltenen Konferenzen.

### Im Dienst Ludwigs XI.
Im Dienst Ludwigs XI. hielt sich de Forbin hauptsächlich in der Provence auf, da hier die Nachfolge ständig bedroht war. Einerseits schlug Johann II. von Aragón im Januar 1478 René von Anjou vertraulich vor, die Provence zu kaufen. Auf der anderen Seite versuchte René II. von Lothringen, seine Rechte auf die Provence durchzusetzen, insbesondere, indem er sich im Juli 1479 dort aufhielt. Ludwig XI. musste Karl von Maine hinschicken, dann Palamède de Forbin. René II. von Lothringen, bekannt für seinen Sieg gegen Karl den Kühnen, kam 1480 Venedig zu Hilfe, so dass die Republik seine Rechte auf die Provence anerkannte. Als René I. am 10. Juli 1480 starb, folgte ihm Karl von Anjou als letzter Graf der Provence.
Nach der Drohung der Türken, die Rhodos belagert und Otranto geplündert hatten, forderte Papst Sixtus IV. durch den am 5. Juni 1480 abgesandten Legaten Giuliano della Rovere einen neuen Kreuzzug, der die vorherige Versöhnung der Fürsten erforderlich machte. Ludwig XI. ernannte Palamède de Forbin zum bevollmächtigten Gesandten mit dem Ziel, einen Ausgleich mit Maximilian von Österreich zu finden. Er verhandelte mit Jakob von Savoyen, dem ehemaligen Lieutenant-général von Burgund gemäß den Absichten Ludwigs XI. In der Tat war seine Mission so gefährlich, weil der Botschafter des Königs von Maximilian entführt werden konnte. Diese Verhandlungen wurden jedoch mit dem Vertrag von Arras von 1482, der Frankreich den Besitz von Burgund und der Picardie bestätigte, hinfällig.
Karl von Anjou starb am 11. Dezember 1481. Mangels eines männlichen Erben fiel die Provence definitiv an Frankreich zurück. Mit königlichen Patentbriefen vom 19. Dezember 1481 ernannte Ludwig XI. Palamède de Forbin zum Großseneschall und Gouverneur der Provence, sowie zum Lieutenant-général für die Provence und die Grafschaft Forcalquier, und gab ihm die Vizegrafschaft Martigues, die von François I. de Luxembourg beschlagnahmt worden war, nachdem dieser versucht hatte, die Provence mit dem Herzogtum Lothringen zu verbinden. Mit weiteren Briefen vom gleichen Tag wurde er zum Gouverneur der Dauphiné als Nachfolger von Jean de Daillon, Seigneur du Lude, ernannt, der am 22. November 1481 gestorben war. Er regierte beide großen Regionen, die in ihrer Größe etwa dem Herzogtum Bretagne entsprachen, wenn auch nur für ein Jahr, da er 1482 in der Dauphiné durch Jacques de Miolans abgelöst wurde. Palamède de Forbin unterschrieb ab jetzt nicht mehr als Delegierter, sondern mit seinem Siegel: „Palamedes locum tenens“.
Am 15. Januar 1482 stellte er vor der Versammlung der États in Aix-en-Provence den Status der Union der Provence mit Frankreich fest. Dann unternahm er eine Reise durch die Provence, auf der er überall Privilegien bestätigte und auch seine Gunst verbreitete: Gratifikationen, Renten, Orte, Steuerimmunität, dabei aber vor allem seine Familie und seine Angehörigen bedachte. Als Ludwig XI. am 21. September 1482 sein politisches Testament verfasste, war Palamède de Forbin einer der Diener des Königs, die auf Schloss Amboise unterschrieben.
Jedoch erreichten auch Beschwerden den Gerichtshof. Ludwig XI. starb am 30. August 1483 und Karl VIII. folgte ihm nach. Am 20. Oktober 1483 beschloss die neue Regierung, Palamède de Forbin zu entlassen. Ende 1488 wurde Forbin zum für die Reform des Justizsystems im Languedoc verantwortlichen Kommissar ernannt.
Um 1498 zog er sich aus dem öffentlichen Leben zurück, erlebte aber noch, wie seine Familie gedieh und sich mit den größten Namen der Provence verbündete. Am 15. Mai 1500 wurde in seinem Haus in Aix die Hochzeit seiner Enkelin Marguerite de Glandèves-Faucon mit Jean le Bâtard d’Anjou, Marquis de Pont-à-Mousson, Seigneur de Saint-Rémy-de-Provence et de Saint-Cannat, gefeiert, einen Sohn des Renés.
Am 13. April 1469 und am 7. Januar 1475 verfasste er Testamente, Palamède de Forbin starb aber erst am 12. Februar 1508. Er wurde in der Franziskanerkirche (Église des Observantins) bestattet.

## Die Bedeutung Forbins für die Provence
In der Geschichte der Provence ist Palamède de Forbin eine der wichtigsten Personen, da er als Berater und Kammerherr des Hauses Anjou diese überredete, ihre Grafschaft Ludwig XI. zu hinterlassen.
Der König von Frankreich und die Familie Anjou gerieten in einen großen Konflikt, als René von Anjou in seinem letzten Testament vom 12. oder 22. Juli 1474 Ludwig XI, einen seiner Neffen, als Erben ausschloss. In der Tat hatten weder René von Karl V. von Anjou einen direkten männlichen Erben. Nach einer Unterbrechung des Prozesses vor dem Parlement de Paris am 6. April 1479 fanden vom 4. Mai bis zum 9. Juni in Lyon Zweierkonferenzen statt. Das Ergebnis war, dass die Provence nach dem Tod Karls an die Krone zurückfallen sollte.
Tatsächlich hatte Palamède de Forbin eine Klausel in den Heiratsakten von Béatrice de Provence, Erbin der Provence und von Forcalquier, mit Karl von Anjou, dem Bruder Ludwigs des Heiligen, gefunden, nach der die Provence bei Fehlen männliche Erben an Frankreich zurückfallen sollte: Die Lex Salica sah in der Tat vor, dass Apanagen des Königs im Fall des Fehlens männlicher Erben enden sollten. Auf diese Art hatte Ludwig XI. bereits 1469 die Normandie und 1472 Guyenne an sich genommen. Karl, der letzte Graf der Provence, starb 1481.
Für das Königreich Frankreich vervollständigte der Heimfall der Herzogtümer des Hauses Anjou die Kontrolle der Mittelmeergrenze.

## Ehe und Familie
Forbin war seit 1455 verheiratet mit Jeanne Castillon de Beynes. Aus der Ehe gingen folgende Kinder hervor:
- Louis de Forbin de Solliès, Seigneur du Luc, ⚭ 24. März 1485 in Solliès Marguerite Grimaldi Beuil
- Foulques
- Nicolas
- Baptistine, ⚭ Raymond de Glandevès, Seigneur de Faucon, Großseneschall der Provence; ihre Tochter von Marguerite de Glandèves, die Jean Bâtard d’Anjou, Marquis de Pont-à-Mousson heiratete, Sohn von René d’Anjou[26].
- Honorade; ⚭ 4. Juni 1488 Boniface de Castellane, Seigneur de Saint-Julien, de Régusse et d'Esparron
- Marguerite; ⚭ (1) Nicolas de Villeneuve, Baron de Vence, Seigneur de Gréolières-Hautes, du Puget-Treize-Dames, de Courmes, de Saint-Jeannet et de La Gaude; ⚭ (2) 1504, Jean I. Grimaldi, Seigneur de Levens et de Tourrette.